# Celia Gámez
Celia Gámez Carrasco (Buenos Aires, 25 de agosto de 1905-Buenos Aires, 10 de diciembre de 1992) fue una actriz, vedette y bailarina hispano-argentina. Fue una de las más populares estrellas de España en la primera mitad del siglo XX y a ella se debe gran parte del esplendor de la revista musical española.

## Biografía
Su primera actuación sobre los escenarios se produce a la temprana edad de catorce años, participando como vicetiple en el montaje de la revista Las corsarias que poco antes se había estrenado en Madrid. Con motivo de la baja de la actriz principal del espectáculo, Rosario Pacheco, tuvo ocasión de hacerle la sustitución. En los siguientes años continúa su carrera en la capital argentina hasta que en 1925 se traslada a España junto a su padre para cobrar una herencia.

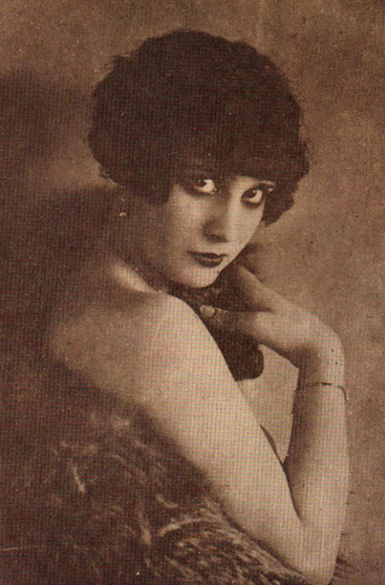
Celia Gámez en 1925

Con el patrocinio de la marquesa de la Corona actuó en el Teatro Pavón de Madrid en un espectáculo de tangos. Seguidamente es contratada para el Teatro Romea por el empresario José Campúa y en 1926 debuta como vedette en el teatro Eslava. Seguirán sus actuaciones en Las burladoras del amor de José Padilla y Carnet de Eslava, la comedia musical Las castigadoras (1927), de Francisco Alonso y otras piezas sicalípticas como Las lloronas (1928), en el teatro Romea, Roxana, la cortesana (1928), ¡Por si las moscas! (1929), Luna, El antojo (1929), La Martingala (1929), Las cariñosas (1930), Las pantorrillas (1930), Las guapas (1930) y Me acuesto a las ocho (1931).
Se ha considerado que la cima de su popularidad fue el estreno, el 12 de noviembre de 1931, de Las leandras, de la que se haría tan populares números como "El Pichi" o "Los nardos".
Durante los siguientes años, se suceden los montajes que tienen a Celia Gámez como cabeza de cartel, siempre dentro del género de la revista musical española: Los laureanos (1932), Las tentaciones (1932), de Jacinto Guerrero, ¿Qué pasa en Cádiz? (1933), Las de Villadiego (1933), la Opereta El baile del Savoy (1934), La ronda de las brujas (1934), de Franz Lehar, Las siete en punto (1935) o Ki-kí (1936), de Enrique Estela y Guillermo Cases.

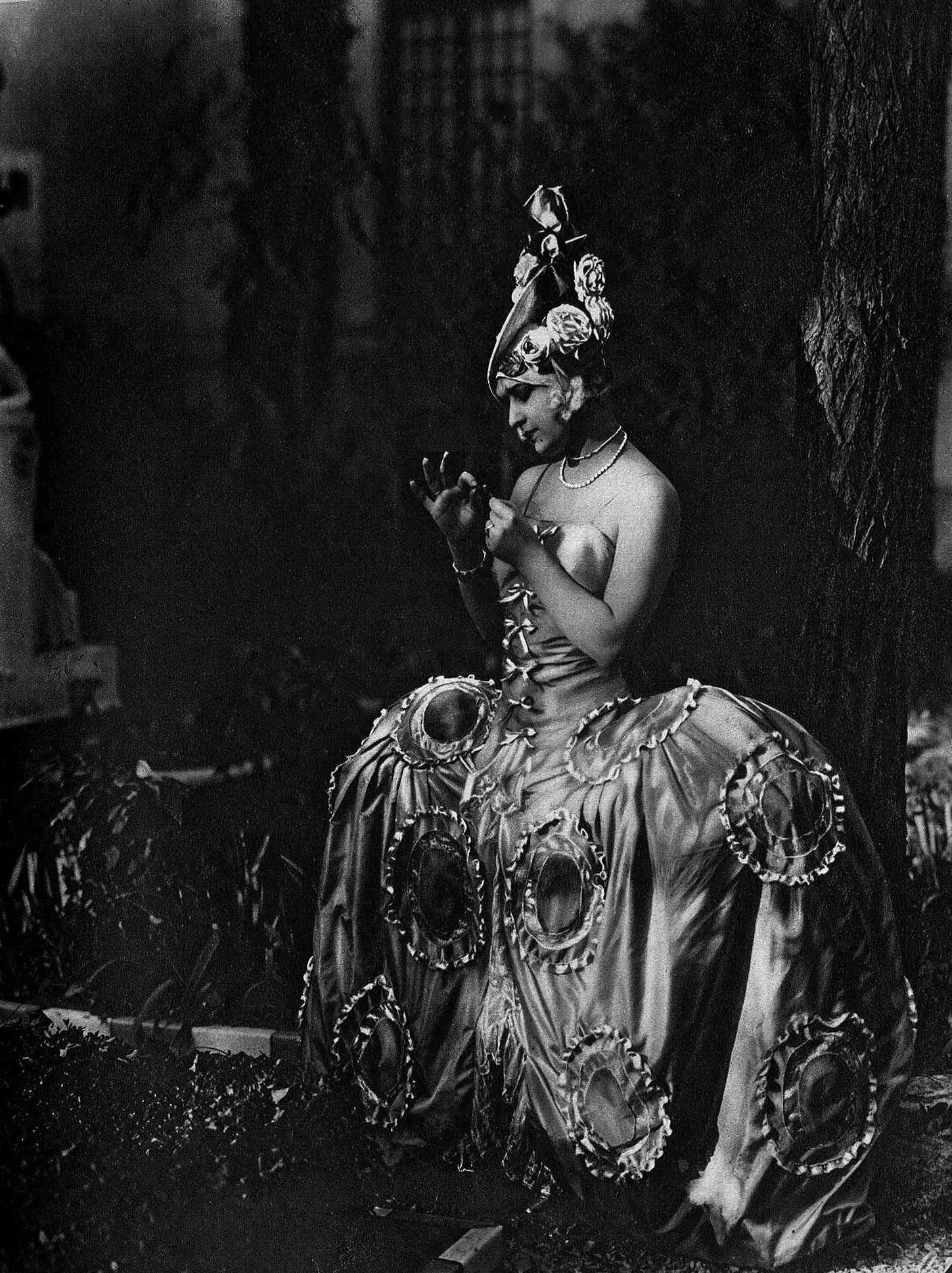
Celia Gámez interpretando La deseada (La Esfera, 1928)

Durante la guerra civil española regresó a su país natal llevando allí algunos de los éxitos que había alcanzado previamente en España como Las leandras, Los inseparables o Las mimosas y debuta en el cine, rodando dos películas: Murió el sargento Laprida (1937) y El diablo con faldas (1938). Regresó a España a finales de 1938 antes de que finalizase el conflicto bélico, instalándose en la zona controlada por el ejército comandado por Franco. Tras la toma de Madrid, grabó para el bando vencedor el tema "Ya hemos pasao", como réplica a la consigna de la República "No pasarán". La letra era una proclama en defensa del golpe sublevado contra el gobierno del Frente Popular.
Limitado su perfil de vedette sicalíptica por los imperativos religiosos del nuevo régimen, y tras una pequeña gira por el país con operetas como El conde de Luxemburgo o La viuda alegre, se instaló de nuevo en Madrid a finales de 1939. Después de reponer El baile del Savoy, vuelve al género de la comedia musical con La Cenicienta del Palace (1940), con libreto del dramaturgo y aristócrata Luis Escobar y música de Fernando Moraleda. Después de rodar la película Rápteme usted, regresa a los escenarios madrileños con la comedia Yola (1941), que se convierte en uno de los mayores triunfos de su carrera artística, siendo especialmente recordado el número Mírame.
Durante el resto de la década de 1940 y la de 1950, se suceden nuevos éxitos como: Si Fausto fuera Faustina (1942); Hoy como ayer (1945); La estrella de Egipto (1947), con el célebre tema "El beso" ("La española cuando besa"); La hechicera en palacio (1950) —en la interpreta uno de sus mayores éxitos, Estudiantina portuguesa— o El águila de fuego (1956).
Pese a que el género de la revista iniciaba en la década de 1960 un cierto declive, la artista todavía llevaría a los escenarios montajes como La estrella trae cola (1960), a modo de recopilación de su carrera, o Colomba (1961), ¡Aquí, la verdad desnuda! (1965) o A las diez en la cama estés (1966), con la que se retira como cabeza de cartel de los escenarios.
Con posterioridad intervendría en pequeños papeles en comedias como La miniviuda (1967), de Juan José Alonso Millán, Es mejor en otoño (1968), de Alfonso Paso o El último de Filipinas (1972), de Manuel Baz. También interviene en la versión cinematográfica de Las Leandras, protagonizada por Rocío Dúrcal. Su última aparición sobre un escenario fue en el espectáculo Nostalgia (1984), junto a Olga Guillot y Sara Montiel.
Regresó a Buenos Aires, donde fallecería de una insuficiencia cardiaca, tras haber padecido la enfermedad de Alzheimer. Fue enterrada en el cementerio de Chacarita de la capital argentina.

## Vida privada
Su vida privada siempre dio mucho que hablar en la sociedad española de la época, desde sus rumoreados amores de juventud con el rey Alfonso XIII, hasta su larga colección de amantes reales o supuestos, como el general José Millán-Astray. Al comenzar la guerra civil española, Gámez se encontraba de gira con su compañía por territorio bajo control de la sublevación, al que apoyó durante la contienda. Esto le permitió continuar con sus éxitos y popularidad y le crearon indudable mala fama entre los opositores al régimen. Un tema suyo, "Ya hemos pasao", se burla del "No pasarán" de las milicias republicanas, y con sarcasmo hacia los derrotados llama a éstos "miserables" al tiempo que se autoproclama "facciosa".
Tal como pedían los tiempos de nacional-catolicismo, en sus espectáculos era cuidadosa con la exhibición carnal de sus vedettes y de sí misma, recurriendo a la malla ajustada y a la moderación en escotes y "shorts". Aspiraba a que la revista fuera también frecuentada por la mujer, con lo que daba un cambio en cuanto a su audiencia. Tal vez por garantizarse un estatuto de respetabilidad en los puritanos tiempos de la posguerra, se casó el 1 de julio de 1944 en la iglesia de los Jerónimos de Madrid con el médico José Manuel Goenaga, en una boda que en vez de respetable resultó en extremo escandalosa, tanto por la afluencia y la actitud de los curiosos como por el hecho de que el padrino fuera el mismo general Millán-Astray. El matrimonio fue de muy corta duración y la pareja se separó, aunque no hubo divorcio, que era entonces legalmente imposible. De hecho, siempre se rumoreó también el supuesto lesbianismo de la estrella, alentado por una cierta ambigüedad que se complacía en cultivar: aparecía vestida de hombre en muchos números y hacía que cortejaba a las coristas o las besaba. Como fuera, siempre hizo por tener amantes y acompañantes masculinos hasta edad muy avanzada.
Como tantas otras vedettes de su época, el genio de Celia para montar espectáculos y entretener al público no iba acompañado del mismo genio financiero: tenía fama de malgastadora y extravagante y parece que se vio en dificultades económicas al final de su vida, complicadas por la amargura de haber sido prácticamente olvidada, especialmente en las circunstancias de la transición española a la democracia, durante la que sus cantos anteriores en favor del régimen fascista no la hacían especialmente popular. La penuria económica y su posicionamiento ideológico en el pasado la hicieron retornar a Buenos Aires. Sus últimos años los vivió modestamente en una residencia de ancianos con la razón perdida a causa de un progresivo mal de Alzheimer.

## Filmografía
- 1937, Murió el sargento Laprida Tito Davison - Argentina
- 1938, El diablo con faldas Ivo Pelay - Argentina
- 1940, Rápteme usted, Julio de Fleischner
- 1969, Las leandras, Eugenio Martín
- 1971, Canciones para después de una guerra, Basilio Martín Patino.
- 1974, Mi hijo no es lo que parece, Angelino Fons
- 1981, El bromista Mario David - Argentina